# Dumbo (trilha sonora de 1941)
Walt Disney's Dumbo: Recorded from the Sound Track of the Film é a trilha sonora original do filme de animação de 1941 da Walt Disney Pictures, Dumbo. O álbum apresenta faixas instrumentais compostas por Oliver Wallace e Frank Churchill e foi originalmente lançado em 14 de novembro de 1941 no formato de disco de 78 rotações. Em 1942, recebeu o Oscar de Melhor Trilha Sonora e a canção "Baby Mine" foi nomeada ao Oscar de Melhor Canção Original. Houve várias reedições ao longo das décadas, em diferentes formatos. Em 1997, uma versão estendida e restaurada foi disponibilizada pela Walt Disney Records.

## Produção
A partitura do filme foi composta por Oliver Wallace e Frank Churchill, sendo que o primeiro havia trabalhado anteriormente na trilha musical de cerca de 140 curtas-metragens da Disney e o último trabalhou nas músicas da série Silly Symphonies. Em Dumbo, Wallace compôs as duas últimas canções, "Pink Elephants on Parade" e "When I See an Elephant Fly", bem como a maioria das músicas adicionais. Churchill compôs três das principais faixas, incluindo "Baby Mine". As letras foram escritas por Ned Washington, conhecido por seu trabalho como letrista e na época considerado um dos melhores do setor. Ele também era conhecido como um mestre em avançar o enredo de filmes através da integração entre as músicas e a história, o que motivou Walt Disney a trazê-lo para o projeto. A orquestração ficou a cargo de Edward Plumb.
A primeira edição da trilha sonora de Dumbo foi disponibilizada em 14 de novembro de 1941 no formato de 78 rpm (três discos). Foi o terceiro álbum de trilha musical de animação da Disney lançado pela RCA Victor e, assim como Snow White and the Seven Dwarfs (1939) e Pinocchio (1940), todo o material é retirado diretamente do filme, mantendo intacto os efeitos sonoros e os diálogos. Entretanto, ao contrário dos dois primeiros, a trilha de Dumbo da RCA nunca foi reeditada em CD. Apresenta uma variedade de estilos musicais populares entre o final da década de 1930 e o início dos anos 1940, tais como pop, jazz, scat, balada coral, ópera moderna, além de marchas de circo.

## Lista de faixas
O álbum tem duração total de 18 minutos e apresenta apenas seis faixas, com a mais longa delas possuindo três minutos e 42 segundos. As limitações dos discos de 78 rpm não permitiram a inclusão das versões completas das canções "Pink Elephants" (as palavras "on Parade" não são listadas no título deste álbum em particular) e "When I See an Elephant Fly". Entretanto, "Baby Mine" é curta o suficiente para compartilhar seu lado do disco com a faixa instrumental intitulada "Dumbo's Serenade", composta por Wallace e tocada no filme durante a cena do primeiro banho de Dumbo.
Todas as letras escritas por Ned Washington, todas as músicas compostas por Frank Churchill (faixas 1–4) e Oliver Wallace (faixas 4-6).
| Walt Disney's Dumbo (RCA Victor, 1941) |                                |                                   |         |  |
| N.º                                    | Título                         | Interpretada por                  | Duração |  |
| 1.                                     | "Look Out for Mr. Stork"       | The Sportsmen                     | 2:59    |  |
| 2.                                     | "Casey Junior"                 | Margaret Wright, The Sportsmen    | 2:25    |  |
| 3.                                     | "Song of the Roustabouts"      | The King's Men                    | 2:47    |  |
| 4.                                     | "Dumbo’s Serenade — Baby Mine" | Betty Noyes                       | 3:42    |  |
| 5.                                     | "Pink Elephants"               | The King's Men                    | 3:01    |  |
| 6.                                     | "When I See An Elephant Fly"   | Cliff Edwards, Hall Johnson Choir | 3:12    |  |
| Duração total:                         | Duração total:                 | Duração total:                    | 18:00   |  |

## Reconhecimento
Na 14ª edição da cerimônia de entrega dos Academy Awards em 1942, Churchill e Wallace receberam o Oscar de Melhor Trilha Sonora por seu trabalho no filme. Churchill e o letrista Ned Washington também foram indicados na categoria de Melhor Canção Original por "Baby Mine". Em 2004, essa canção também foi nomeada para a lista 100 Anos... 100 Canções do American Film Institute, como uma das maiores canções do cinema norte-americano.

## Relançamentos
A trilha foi relançada no formato LP em 1957, 1959, 1963 e na década de 1970. Na compilação Classic Disney: 60 Years of Musical Magic, lançada entre 1995 e 1998 e organizada em discos com cores diferentes, "Pink Elephants on Parade" está incluída no disco verde, "Baby Mine" no disco roxo e "When I See an Elephant Fly" no disco laranja. Na compilação Disney's Greatest Hits (2001-2002), "Pink Elephants on Parade" está no disco vermelho.

### Edição de 1997
Walt Disney's Dumbo: Classic Soundtrack Series é a trilha sonora completa e remasterizada do filme de animação de 1941 da Walt Disney Pictures, Dumbo. Lançada nos Estados Unidos pela Walt Disney Records em 14 de outubro de 1997, contém as canções e instrumentais do longa-metragem e é acompanhada de um livro colorido com as letras. Essa edição foi produzida por Randy Thornton, vencedor do Grammy e do Gold Record, para um projeto da Walt Disney Records de lançar versões estendidas de trilhas sonoras anteriormente limitadas ao tempo de reprodução de álbuns de vinil ou que nunca haviam sido lançadas integralmente.
O álbum apresenta faixas restauradas com áudio nítido, livres dos overdubs e efeitos sonoros do filme. Apresenta como bônus a faixa "Clown Song", o breve número em que os palhaços decidem "pedir um aumento ao chefe" e que não havia sido incluído em nenhuma das edições anteriores. Além disso, o disco termina com uma demo instrumental intitulada "Spread Your Wings" que, segundo Thornton explicou nas notas do encarte, é possivelmente uma música tocada no teclado por Oliver Wallace, mas para a qual a letra não foi encontrada. A edição foi disponibilizada em CD e também para download digital.
| Walt Disney's Dumbo (Walt Disney Records, 1997) | |                                                    |         |  |
| N.º                                             | Título | Interpretada por                                   | Duração |  |
| 1.                                              | "Main Title" (Instrumental)                                                                                               | Frank Churchill & Oliver Wallace                   | 1:46    |  |
| 2.                                              | "Look Out for Mister Stork"                                                                                               | Coro                                               | 2:16    |  |
| 3.                                              | "Loading the Train / Casey Junior / Stork On a Cloud / Straight from Heaven / Mother and Baby / Arrival At Night"         | Coro                                               | 4:58    |  |
| 4.                                              | "Song of the Roustabouts"                                                                                                 | Coro                                               | 2:38    |  |
| 5.                                              | "Circus Parade" (Instrumental)                                                                                            | Churchill & Wallace                                | 1:28    |  |
| 6.                                              | "Bathtime / Hide and Seek" (Instrumental)                                                                                 | Churchill & Wallace                                | 1:32    |  |
| 7.                                              | "Ain't That the Funniest Thing / Berserk / Dumbo Shunned / A Mouse! / Dumbo and Timothy / Dumbo the Great" (Instrumental) | Churchill & Wallace                                | 3:23    |  |
| 8.                                              | "The Pyramid of Pachyderms" (Instrumental)                                                                                | Wallace & Churchill                                | 1:59    |  |
| 9.                                              | "No Longer an Elephant / Dumbo's Sadness / A Visit In the Night / Baby Mine"                                              | Betty Noyes                                        | 3:35    |  |
| 10.                                             | "Clown Song" | Coro                                               | 1:00    |  |
| 11.                                             | "Hiccups / Firewater / Bubbles / Did You See That? / Pink Elephants On Parade"                                            | Coro                                               | 6:07    |  |
| 12.                                             | "Up A Tree / The Fall / Timothy's Theory" (Instrumental)                                                                  | Churchill & Wallace                                | 1:32    |  |
| 13.                                             | "When I See an Elephant Fly"                                                                                              | Jim Carmichael, Cliff Edwards & Hall Johnson Choir | 1:47    |  |
| 14.                                             | "You Oughta Be Ashamed" (Instrumental)                                                                                    | Churchill & Wallace                                | 1:10    |  |
| 15.                                             | "The Flight Test / When I See an Elephant Fly (Reprise)"                                                                  | Carmichael, Hall Johnson Choir & Edwards           | 0:56    |  |
| 16.                                             | "Save My Child / The Threshold of Success"                                                                                | Edwards, Carmichael & Hall Johnson Choir           | 1:02    |  |
| 17.                                             | "Dumbo's Triumph / Making History / Finale (When I See an Elephant Fly)"                                                  | Edwards, Carmichael & Hall Johnson Choir           | 2:17    |  |
| 18.                                             | "Spread Your Wings" (Gravação demo)                                                                                       | Wallace                                            | 1:08    |  |
| Duração total:                                  | Duração total: | Duração total:                                     | 41:00   |  |

## Canções notáveis

### "Baby Mine"

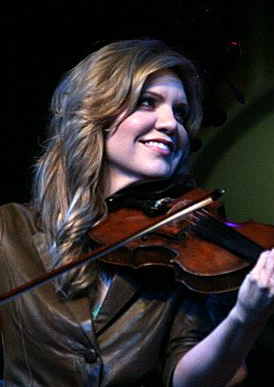
Alison Krauss foi indicada ao Grammy em 1997 por sua versão de "Baby Mine".

"Baby Mine" é uma canção de ninar e balada composta por Churchill (música) e Washington (letra). Betty Noyes gravou os vocais para a versão original do filme. A canção é entoada na sequência em que a Sra. Jumbo, uma elefanta aprisionada numa cela e tratada como perigosa, conforta seu filhote Dumbo com a tromba através das grades, enquanto cortes de cena mostram outros animais do circo aconchegando-se com suas mães. Esse momento é mencionado pela revista Time em sua lista de dez "filmes infantis que fazem chorar", sendo também listado como uma das cenas mais tristes da história do cinema pelos jornais The Guardian e The Telegraph.
Entre as primeiras regravações populares dessa canção, estão as versões orquestrais de 1941 de Les Brown, Glenn Miller e Jane Froman e, décadas depois de seu lançamento, a música voltou a receber atenção. Em 1988, foi regravada por Bette Midler para a trilha sonora do filme Beaches. Em 1996, Alison Krauss fez uma regravação para o álbum The Best of Country Sing the Best of Disney, a qual alcançou o número 82 na tabela RPM Country Tracks. A versão de Krauss rendeu-lhe uma indicação ao Grammy de melhor desempenho vocal country feminino em 1997. Em 2001, Michael Crawford lançou sua própria versão. A violinista Jenny Oaks Baker fez uma releitura instrumental que foi incluída no álbum Wish Upon a Star (2011), indicado ao Grammy de melhor álbum pop instrumental.
Houve relançamentos da obra original em algumas compilações da Disney, além de uma gravação para o musical de teatro Disney's On the Record: A New Musical Review. A canção é usada recorrentemente na telessérie de drama Halt and Catch Fire, da AMC, como uma cantiga de ninar que Donna Clark (Kerry Bishé) canta para suas filhas. Em 2019, foram lançados os covers de Sharon Rooney e da banda Arcade Fire para a adaptação em live action de Dumbo, dirigida por Tim Burton, enquanto a cantora-compositora norueguesa Aurora interpretou a canção no trailer desse filme. Em 2020, Katy Perry cantou "Baby Mine" no especial beneficente The Disney Family Singalong, transmitido pela ABC no Dia das Mães. Ela se apresentou fantasiada de Sra. Jumbo e acompanhada de seu cachorro Nugget, caracterizado como Dumbo.

### "Pink Elephants on Parade"
"Pink Elephants on Parade" é uma marcha composta por Wallace, Churchill e Washington, usada em uma sequência de sonho do filme. No enredo, Dumbo e Timothy ingerem acidentalmente um pouco de champanhe e começam a ter alucinações de elefantes cor-de-rosa que desfilam, desafiam a física, mudam de forma e cor e quebram a quarta parede. Os vocais são do grupo The King's Men e a marcha possui um tom hipnótico, apresentando uma variedade de elementos distorcidos de música de salão, entre os quais blues, valsa e jazz. A sequência é inspirada pelos trabalhos de Salvador Dalí e Jack London, com a música vibrante tornando-se ameaçadora à medida que as imagens se acumulam na tela, criando uma das cenas mais surreais entre as produções da Disney.
A música foi regravada por Sun Ra em 1988 e um registro desse arranjo está disponível em Stay Awake, um álbum de tributo às músicas da Disney tocadas por vários artistas e produzido por Hal Willner. Nesse mesmo ano, Barbara Cook lançou sua versão em seu disco The Disney Album. A canção também recebeu versões dos grupos Lee Press-on and the Nails (2002) e Circus Contraption Band (2008). Em 2011, Daladubz a sampleou em sua canção dubstep intitulada "Pink Elephants VIP".
Entre as produções de animação da Disney, o segmento "Heffalumps and Woozles", do curta-metragem vencedor do Oscar Winnie the Pooh and the Blustery Day (1968) tem uma forte semelhança com "Pink Elephants on Parade". O número musical também foi parodiado nos episódios "Art Crawl" (2011), de Bob's Burgers, e "Doubling Down" (2017), de South Park. A banda de rock industrial e eletrônica V is for Villains lançou sua regravação da canção em 2014, acompanhada de um videoclipe inspirado na cena. A música também é apresentada na versão em live action do filme de 2019; desta vez, os elefantes cor-de-rosa aparecem como esculturas de bolhas que ganham vida, feitas por seres humanos. Nesse mesmo ano, o guitarrista italiano Candyboy lançou uma regravação da obra em versão acústica.

### "When I See an Elephant Fly"
"When I See an Elephant Fly" é uma canção cômica composta por  Wallace (música) e Washington (letra). Fala sobre a impossibilidade de Dumbo voar e é cantada no filme por um grupo de corvos (Hall Johnson Choir) liderados por Jim Crow (Cliff Edwards). A música é reprisada pelo coral no final do filme, quando Dumbo se torna a grande atração do circo e reencontra a mãe. O número jazzístico é cheio de trocadilhos na letra e é musicalmente muito ambicioso. A sequência inteira foi vista como ofensiva para os afro-americanos na década de 1960, embora posteriormente tenha sido considerada por parte do público como o momento mais musicalmente vibrante de Dumbo.
Vários artistas regravaram a obra, entre eles Jane Froman e Johnny Messner (ambos em 1941), Freddie and the Dreamers (1966), Barbara Cook (1988), Right Said Fred (1992), Jim Brickman e Josh Gracin (2005), Plain White T's (2008) e Matthew Morrison (2020). A gravação original da música também foi incluída em Operation Dumbo Drop, um filme em live action da Disney de 1995. Em abril de 2020, integrantes do tradicional grupo Dapper Dans, presente nos parques temáticos da Disney desde 1959, reuniram suas vozes e gravaram diretamente de suas casas uma versão da música para o projeto #VoicesFromHome, promovido pela Disney durante o período de fechamento temporário dos parques em decorrência da pandemia de COVID-19.

## Obras citadas
- Disney Enterprises, Inc. (11 de março de 2019). «Dumbo Press Kit» (PDF) (em inglês). Walt Disney Studios. 52 páginas. Consultado em 6 de agosto de 2020. Cópia arquivada (PDF) em 6 de agosto de 2020
- Goldmark, Daniel; Taylor, Yuval (2002). The Cartoon Music Book (em inglês). Chicago: Chicago Review Press. 320 páginas. ISBN 1-55652-473-0. Consultado em 5 de agosto de 2020 – via Google Livros
- Hischak, Thomas S.; Robinson, Mark A. (2009). The Disney Song Encyclopedia (em inglês). Lanham, Maryland: Scarecrow Press. 368 páginas. ISBN 978-0-8108-6938-7. Consultado em 5 de agosto de 2020 – via Google Livros